# Errore standard
In statistica l'errore standard di una misura è definito come la stima della deviazione standard dello stimatore.  È dunque una stima della variabilità dello stimatore, cioè una misura della sua imprecisione.
Se lo stimatore è la media campionaria di {\displaystyle n} campioni indipendenti con medesima distribuzione statistica, l'errore standard è:
{\displaystyle se={\frac {S}{\sqrt {n}}}}
dove {\displaystyle S} è la deviazione standard del campione, stimatore — consistente ma distorto — della deviazione standard della popolazione.
Vedi teorema centrale del limite.
Nel caso della regressione se lo stimatore è un qualunque coefficiente {\displaystyle \beta _{j}} dell'equazione di regressione, allora il suo errore standard sarà:
{\displaystyle se(\beta _{j})=S{\sqrt {C_{jj}}}}
dove {\displaystyle S} è la radice quadrata della varianza del campione in esame e {\displaystyle C_{jj}} sarà l'elemento sulla diagonale di {\displaystyle {(X^{T}X)}^{-1}} corrispondente a {\displaystyle \beta _{j}}.